# Bahai-Beschluss
| Fallbezeichnung:               | Verfassungsbeschwerden gegen Entscheidung der Zivilgerichte |
| Geschäftszeichen / Fundstelle: | 2 BvR 263/86 – BVerfGE 83, 341                              |

| Mahrenholz, Böckenförde, Klein, Graßhof, Kruis, Franßen, Kirchhof, Winter |

| keine |

Der Bahai-Beschluss des deutschen Bundesverfassungsgerichts (Zweiter Senat) beschäftigt sich mit den Voraussetzungen, unter denen Gemeinschaften als Religionsgemeinschaften anzuerkennen sind, mit der religiösen Vereinigungsfreiheit und mit deren Auswirkung auf das private Vereinsrecht. Sein in der Rechtswissenschaft gebräuchlicher Name rührt daher, dass Beschwerdeführer der „Geistige Rat“ der Bahai-Gemeinschaft war.

## Fall
Die Religionsgemeinschaft der Bahai ist hierarchisch gegliedert. In größeren Ländern ist ein gewählter „Nationaler Geistiger Rat“ errichtet, Leitungsorgane der Ortsgemeinden sind die „Örtlichen Geistigen Räte“. Als der „Geistige Rat der Bahai in Tübingen mit Sitz in Tübingen“ zur Eintragung in das Vereinsregister angemeldet werden sollte, wies das Amtsgericht Tübingen die Eintragung durch Beschluss zurück. Das Gericht führte zur Begründung aus, dass der „Geistige Rat“ ausweislich der Vereinssatzung nicht autonom sei, sondern von der örtlichen Gemeinde und dem Nationalen Geistigen Rat abhängig. Außerdem sei der Minderheitenschutz unzureichend. Rechtsmittel blieben ohne Erfolg. Vorstandsmitglieder und der nicht eingetragene Verein erhoben dagegen Verfassungsbeschwerde: der hierarchische Aufbau ihrer Religionsgemeinschaft „beruhe auf einem göttlichen Stiftungsakt und könne von ihnen nicht geändert werden“.

## Entscheidung
Zunächst befasst sich das Gericht mit der Frage, ob der „Geistige Rat der Bahai in Tübingen“ eine Religionsgemeinschaft ist, die sich auf die Religionsfreiheit, Art. 4 GG, berufen kann. Das könne nicht alleine nach dessen Selbstverständnis beurteilt werden, sondern es müsse sich „auch tatsächlich, nach geistigem Gehalt und äußerem Erscheinungsbild, um eine Religion und Religionsgemeinschaft handeln.“ Dies im Streitfall zu prüfen und zu entscheiden, obliege als Akt der Rechtsprechung den staatlichen Gerichten. Der Charakter des Bahai-Glaubens als Religion und der Bahai-Gemeinschaft als Religionsgemeinschaft sei allerdings offenkundig, die Beschwerdeführerin demnach Trägerin des Grundrechts aus Art. 4 Abs. 1 und 2 GG.
Damit ergibt sich die Folgefrage, ob die Religionsfreiheit auch die religiöse Vereinigungsfreiheit umfasst, also das Recht, Religionsgemeinschaften zu gründen. Diese Frage bejaht das Gericht. Der Verfassungsgeber habe die Religionsfreiheit umfassend schützen wollen und entgegen ursprünglichen Plänen die Vereinigungsfreiheit nur deshalb nicht ausdrücklich genannt, um Doppelungen mit dem über Art. 140 GG inkorporierten Art. 137 Abs. 2 und 4 WRV zu vermeiden.
Art. 137 Abs. 4 WRV ermögliche den Religions„gesellschaften“, die Rechtsfähigkeit „nach den allgemeinen Vorschriften des bürgerlichen Rechts“ zu erwerben. Folglich gebe die religiöse Vereinigungsfreiheit keinen Anspruch auf eine bestimmte Rechtsform, sondern setze voraus, dass die jeweiligen Voraussetzungen des einfachen Rechts in der Religionsgemeinschaft auch vorliegen. Die religiöse Vereinigungsfreiheit gebiete aber, das Eigenverständnis der Religionsgesellschaft bei Auslegung und Handhabung des einschlägigen Rechts, hier des Vereinsrechts des Bürgerlichen Gesetzbuchs, besonders zu berücksichtigen. Unvereinbar mit der religiösen Vereinigungsfreiheit sei „ein Ergebnis, das eine Religionsgesellschaft im Blick auf ihre innere Organisation von der Teilnahme am allgemeinen Rechtsverkehr gänzlich ausschließt oder diese nur unter unzumutbaren Erschwerungen ermöglicht“. Das BVerfG lässt dahinstehen, ob dann, wenn die Voraussetzungen, den Status einer Körperschaft des öffentlichen Rechts („Körperschaftsstatus“) zu erlangen, vorlägen, eine Gemeinschaft hierauf zu verweisen ist oder ihr Wahlfreiheit zusteht.
Die vorliegend beanstandeten Regelungen bezögen sich allein auf die innere Organisation des Vereins. Einer verfassungskonformen Auslegung zu Gunsten der Beschwerdeführerin stünde demnach nicht der Wortlaut, sondern nur der Grundsatz der Vereinsautonomie entgegen. Die Eigenart religiöser Vereine, die sich als Teil einer Religionsgemeinschaft organisieren, lege nahe, mit Blick auf die glaubensgebundene hierarchische innere Organisation von Religionsgesellschaften das Eingliedern in diese Hierarchie nicht als Unterwerfung unter eine Fremdbestimmung von außen zu sehen. Vielmehr verwirkliche sich gerade auch hierin die Selbstbestimmung. Grenze sei aber, wenn nur noch eine bloße Verwaltungsstelle oder bloßes Sondervermögen vorliege.
Demnach hob das Bundesverfassungsgericht die Beschlüsse der Vorinstanzen auf und verwies die Sache an das Amtsgericht Tübingen zurück.

## Beurteilung
Der Beschluss beschäftigt sich gleich mit mehreren umstrittenen Fragen des deutschen Staatskirchenrechts.
Zunächst schränkt das Gericht seine weite Rechtsprechung zur Frage, wann Religionsausübung bzw. Religion vorliegt, deutlich ein. Während im Lumpensammlerfall maßgeblich auf das Selbstverständnis der jeweiligen Gemeinschaft abgestellt wurde, treten nun die objektiven Kriterien „tatsächlich, nach geistigem Gehalt und äußerem Erscheinungsbild“ hinzu. Der konkrete Fall gab für diese Ausführungen allerdings keinen Anlass.
Als Nächstes entscheidet das Gericht, gestützt auf die historische Auslegung, die Streitfrage, wo die religiöse Vereinigungsfreiheit geschützt ist: als Teil der Vereinigungsfreiheit, Art. 9 Abs. 1, 2 GG, oder als Teil der Religionsfreiheit, Art. 4 GG in Verbindung mit dem fortgeltenden Art. 137 Abs. 2, 4 der Weimarer Verfassung:

„(2) Die Freiheit der Vereinigung zu Religionsgesellschaften wird gewährleistet. Der Zusammenschluss von Religionsgesellschaften innerhalb des Reichsgebiets unterliegt keinen Beschränkungen.
(4) Religionsgesellschaften erwerben die Rechtsfähigkeit nach den allgemeinen Vorschriften des bürgerlichen Rechtes.“

Die Entscheidung für die Religionsfreiheit ist insofern von Bedeutung, als diese nur unter sehr engen Voraussetzungen eingeschränkt werden kann. Das ist beispielsweise auch nach Wegfall des Religionsprivilegs in § 2 Abs. 2 Nr. 3 des Vereinsgesetzes zu beachten, wenn eine Religionsgemeinschaft verboten werden soll.
Bei der Frage, welche Reichweite die religiöse Vereinigungsfreiheit hat, ergeben sich wiederum zwei Möglichkeiten: Anspruch auf eine bestimmte Rechtsform, egal ob die dafür erforderlichen Voraussetzungen erfüllt sind, oder nur ein Anspruch auf diejenige Rechtsform, deren Voraussetzungen auch tatsächlich vorliegen. Unter Verweis auf den Wortlaut („allgemeinen Vorschriften des bürgerlichen Rechtes“, Art. 137 Abs. 4 WRV) entscheidet sich das Gericht für die zweite Möglichkeit. Das steht auch im Einklang mit der Entstehungsgeschichte der Vorschrift. Sie sollte nämlich nur dem Zustand abhelfen, dass Religionsgemeinschaften die Rechtsfähigkeit trotz Erfüllung aller zivilrechtlichen Voraussetzungen nur mit staatlicher Genehmigung erlangen konnten („Konzessionssystem“). Es war also nur Abbau von Diskriminierungen, nicht Besserstellung bezweckt.
Wie bei jeder Einschränkung von Grundrechten ist aber auch insoweit das Verhältnismäßigkeitsprinzip zu beachten, insbesondere das einfache Recht verfassungskonform auszulegen. Weil die Vereinsautonomie im BGB nicht festgeschrieben ist, steht der Wortlaut nicht entgegen, die Autonomie gerade in der freiwilligen Unterordnung unter eine höhere Leitungsebene der Religionsgemeinschaft zu sehen. Das kirchliche Selbstbestimmungsrecht verwirklicht sich dann gerade auch darin.